# Akoniodes
Akoniodes là một chi bướm đêm thuộc họ Noctuidae.